# Ronceverte
La ville de Ronceverte est située dans le comté de Greenbrier, dans l’État de Virginie-Occidentale, aux États-Unis. Sa population s’élevait à 1 765 habitants lors du recensement de 2010, estimée à 1 717 habitants en 2017.
Ne comptant à l'origine qu'une ou deux fermes et un moulin, la ville se développe lorsque Cecil Clay (en) y implante une scierie. Son nom est la traduction française de celui du comté : « brier » signifiant « ronce » et « green » signifiant « vert(e) ».